# دره وحشت (فیلم ۱۹۱۶)
دره وحشت (انگلیسی: The Valley of Fear) فیلمی در ژانر ماجراجویی به کارگردانی الکساندر باتلر است که در سال ۱۹۱۶ منتشر شد.